# Georges Marlow
Pour les articles homonymes, voir Marlow (homonymie).
Georges Marlow, né à Malines le 1er avril 1872 et mort à Uccle le 31 mars 1947 est un poète belge de langue française.

## Biographie
Georges Marlow est né à Malines le 1er avril 1872 d'un père d'origine anglaise et d'une mère d'origine wallonne.
Il fait des études universitaires à l'Université libre de Bruxelles et y conquiert le diplôme de docteur en médecine. Il s'établit comme médecin à Ruysbroeck et trouve dans la poésie un dérivatif aux vicissitudes de la pratique médicale. Il s'établit par la suite à Uccle et se mêle aux milieux culturels bruxellois. Il est ainsi le cofondateur de la revue Le Masque avec Albert Mockel, Stuart Merril et Grégoire Le Roy.
Idéaliste et symboliste, il a exprimé dans ses poèmes, sa nostalgie et son horreur de la banalité. D'un naturel perfectionniste, il n'a publié que deux recueils de poésie où se manifeste sa pudeur : L'Âme en exil et Hélène.
Malines, en particulier, avec ses canaux, ses carillons, son silence de ville de province et la mélancolie de ses vieux pignons lui a transmis son inspiration poétique.
Il était membre de l'Académie royale de langue et de littérature française.
À la suite de son décès à Uccle le 31 mars 1947 d'une longue maladie, il reçoit des funérailles à l'église Saint-Pierre d'Uccle et est inhumé au cimetière de Malines.

## Œuvres
- Évohé !, 1891
- L'Âme en exil, 1895
- Des vers, 1900
- Le Pommier ou la Miraculeuse Aventure d'un bavard, 1912
- Hélène, 1926

## Distinction
- Commandeur de l'ordre de la Couronne en 1946 (Belgique).
- Officier de l'ordre de Léopold (Belgique).
- Chevalier de la Légion d'honneur (Belgique).